# Boku no Natsuyasumi 3
Boku no Natsuyasmi 3: Hokkoku Hen: Chiisana Boku no Dai Sougen (ぼくのなつやすみ3 -北国編- 小さなボクの大草原, lit. "Les meves vacances d'estiu 3: El capítol nòrdic: El petit Prairie del gran Boku") és un videojoc creat per Millennium Kitchen i publicat Sony Computer Entertainment per la PlayStation 3. És part de la saga Boku no Natsuyasumi i va ser llançat al Japó el 5 de juliol del 2007.

## Jugabilitat
El videojoc tracta que un noi va de vacances d'estiu a la granja dels seus tiets al camp a Hokkaido. Les seves activitats s'inclouen agafar una gran varietat d'insectes, un passatemps popular al Japó.